# Elles craquent toutes sauf une
Pour les articles homonymes, voir Book of Love.
Pour plus de détails, voir Fiche technique et Distribution.
Elles craquent toutes sauf une (Book of Love) est un film américain réalisé par Robert Shaye, sorti en 1990.

## Fiche technique
- Titre : Elles craquent toutes sauf une
- Titre original : Book of Love
- Réalisation : Robert Shaye
- Scénario : William Kotzwinkle, d'après son propre roman Jack in the Box.
- Production : Rachel Talalay
  - Producteur délégué : Sara Risher
- Société de production : New Line Cinema
- Société de distribution : New Line Cinema
- Musique : Stanley Clarke
- Photographie : Peter Deming
- Montage : Terry Stokes
- Décors : C.J. Strawn
- Costumes : Susie DeSanto
- Pays :  États-Unis
- Genre : Comédie romantique
- Durée : 82 minutes
- Format : Couleur - Son : Stéréo - 2,35:1 - Format 35 mm
- Budget :
- Dates de sortie : 
  - États-Unis : octobre 1990 (sortie limitée en salles)
  - France : 8 juillet 1992

## Distribution
- Chris Young  (VF : Vincent Ropion)  : Jack Twiller
- Keith Coogan : Crutch Kane
- Aeryk Egan : Peanut
- Josie Bissett : Lily
- Tricia Leigh Fisher : Gina Gabooch
- Danny Nucci : Spider Bomboni
- John Cameron Mitchell : Floyd
- Beau Dremann : Angelo Gabooch
- Jill Jaress : Mme Kitty Twiller
- John Achorn : M. Joe Twiller
- Michael McKean : Jack Twiller (adulte)
- Michael Cavalieri : Ubaldini
- Lewis Arquette : M. Malloy
- Lin Shaye : Madame Flynn
- Tom Platz : Le bodybuilder
- Bob Sweeney : M. Snow